# Вершур, Сэнди
Сэнди Вершур (англ. Sandy Verschoor; род. 25 апреля 1959) — государственный и политический деятель Австралии. С 12 ноября 2018 года лорд-мэром Аделаиды в Южной Австралии. В прошлом также работала заместителем мэра и была членом совета.

## Биография
Родилась в семье голландских иммигрантов в Австралии, выросла в городе Элизабет. Имеет степень магистра гуманитарных наук, степень магистра делового администрирования и докторскую степень в области делового администрирования Национального университета Уаррена, неаккредитованного частного университета, который являлся фабрикой дипломов. В 2018 году она заявила, что эта степень впоследствии была аккредитована в Аделаидском университете.
В начале 1990-х работала в сфере вещания и маркетинга, а в 1996 году стала менеджером по маркетингу Фестиваля искусств в Аделаиде. С 2006 по 2010 год была генеральным директором «Adelaide Fringe». Она также работала над «WOMADelaide» и помогла организовать Аделаидский кинофестиваль. В 2011 году стала исполнительным продюсером Аделаидского фестиваля идей, прежде чем стать генеральным директором «Windmill Theatre Co» в 2015 году и исполняющим обязанности генерального директора фестиваля в Аделаиде в 2016 году.
С 2012 года работала генеральным менеджером городского совета Аделаиды в течение трех лет, прежде чем была избрана в совет на дополнительных выборах в 2015 году. С июня 2017 года по ноябрь 2018 года занимала должность заместителя лорд-мэра в течение 18 месяцев.
После того, как Мартин Хейз решил не баллотироваться на выборах 2018 года, он поддержал кандидатуру Сэнди Вершура, которая планировала участвовать в выборах против него. В ноябре 2018 года была избрана лорд-мэром, победив адвоката Марка Гамильтона и владелицу книжного магазина Кейт Трелоар.

## Личная жизнь
Замужем, имеет двух дочерей и сына.

## Примечание
1. ↑  Current details for ABN 62 893 297 037 | ABN Lookup. abr.business.gov.au. Дата обращения: 10 ноября 2018. Архивировано 17 февраля 2020 года.
2. ↑  City of Adelaide — Cr Sandy Verschoor. Дата обращения: 15 сентября 2020. Архивировано 24 сентября 2020 года.
3. 1 2 3  Clifton, Catherine. Verschoor means business. The Adelaide Review (16 октября 2018). Дата обращения: 10 ноября 2018. Архивировано 10 ноября 2018 года.
4. 1 2 3  Dexter, John. Sandy Verschoor: ‘People want artistic energy to be in their city’. The Adelaide Review (4 мая 2017). Дата обращения: 10 ноября 2018. Архивировано 25 декабря 2018 года.
5. ↑  Off The Record. The Advertiser (18 октября 2018). Дата обращения: 24 августа 2020.
6. ↑  Sandy Verschoor. Adelaide Festival of Ideas. Дата обращения: 15 сентября 2020. Архивировано 19 августа 2019 года.
7. 1 2 3  Washington, David. Challenger turns frontrunner in Lord Mayoral race. In Daily (17 сентября 2018). Дата обращения: 10 ноября 2018. Архивировано 3 августа 2020 года.
8. ↑  ABC — Sandy Verschoor elected to Adelaide City Council. Дата обращения: 15 сентября 2020. Архивировано 24 июня 2016 года.
9. ↑  South Australian Council Election results: New mayors and councillors voted in. The Advertiser (10 ноября 2018). Дата обращения: 10 ноября 2018.